# Archiv der Gegenwart
Archiv der Gegenwart. Die weltweite Dokumentation für Politik und Wirtschaft (abgekürzt: AdG, ursprünglich: Keesings Archiv der Gegenwart) war eine ab Juli 1931 bis Dezember 2004 erscheinende periodische Publikation, die auf der Grundlage von Zeitungs- und Agenturberichten über wichtige politische Ereignisse in allen Staaten der Welt berichtete. Es erschien im Siegler-Verlag für Zeitarchive in Königswinter.
Isaäc Keesing jr. (1886–1966) gründete im Juli 1931 das Keesings Historisch Archief (ISSN 0165-3660), dessen deutschsprachige Ausgabe von Heinrich von Siegler (1899–1986) herausgegeben wurde. Daneben existierte auch eine englischsprachige Ausgabe Keesing’s contemporary archives (ISSN 0022-9679, bis 1986).
Zuletzt erschien das AdG monatlich in einem Umfang von rund 80 Seiten. Es wurde hauptsächlich von Bibliotheken bezogen. Zu jedem Jahrgang erschien ein Personen- und ein Sachregister, die üblicherweise von den Bibliotheken mit den Heften des Jahres zu einem Jahresband zusammengebunden wurden. Zum Jahresende 2004 wurde das Erscheinen eingestellt. Seit den 1990er Jahren erschienen auch CD-ROM-Ausgaben.
Die zunächst weiterhin erscheinende niederländische Ausgabe Keesings Historisch Archief wurde seit Jahresbeginn 2000 nicht mehr vom Keesing Verlag, sondern von der Stichting Keesings Historisch Archief (Stiftung Keesings Historisches Archiv) herausgegeben. Sie wurde zum Jahresende 2013 eingestellt.
Eine vergleichbare englischsprachige Publikation ist das seit 1941 in New York erscheinende Facts on File Yearbook (ISSN 0196-2981).
Im Jahr 2000 brachte der Siegler Verlag das Archiv der Gegenwart – Deutschland 1949 bis 1999 in 10 Bänden (ISBN 3-87748-611-8) auf den Markt.